# Krankenstand
Krankenstand (englisch sickness level, absenteeism) ist im Personalwesen eine betriebswirtschaftliche Kennzahl zur Messung der krankheitsbedingten Ausfallzeiten bei Arbeitnehmern, wobei die Zeiten der Krankheit der Soll-Arbeitszeit gegenübergestellt werden.

## Allgemeines
Eine Krankheit als regelwidriger Körper- oder Geisteszustand führt im Arbeitsrecht zur Arbeitsunfähigkeit. Arbeitsunfähig infolge Krankheit ist der Arbeitnehmer, wenn ein Krankheitsgeschehen ihn außer Stand setzt, die ihm nach dem Arbeitsvertrag obliegende Arbeit zu verrichten oder wenn er die Arbeit nur unter der Gefahr fortsetzen könnte, in absehbar naher Zeit seinen Zustand zu verschlimmern. Dann ist der Arbeitnehmer nach § 5 Abs. 1 EntgFG verpflichtet, dem Arbeitgeber die Arbeitsunfähigkeit und deren voraussichtliche Dauer unverzüglich mitzuteilen. 
Derartige Krankmeldungen haben den Zweck, den Arbeitnehmer von seiner Arbeitspflicht zu befreien, weil seine körperliche und/oder geistige Leistungsfähigkeit eingeschränkt sind und er dadurch keine 100%ige Arbeitsleistung erbringen kann, zu der er arbeitsvertraglich verpflichtet ist. Zudem besteht bei Infektionskrankheiten die Gefahr, dass er andere Mitarbeiter infiziert. Die Befreiung von der Arbeitspflicht entspringt unter anderem auch der Fürsorgepflicht des Arbeitgebers. Da die Nennung des Fehlgrundes dem Datenschutz unterliegt, kann der Arbeitgeber nicht unterscheiden, ob beim Krankenstand ein tatsächlicher Krankheitsgrund vorhanden ist oder lediglich Blaumachen vorliegt.

## Berechnung
Für die Ermittlung des Krankenstands gibt es verschiedene Berechnungsmethoden.

### Berechnung in Statistiken von Arbeitgebern
{\displaystyle {\text{Krankenstand}}={\frac {\text{erkrankungsbedingte Fehlzeiten}}{\text{Soll-Arbeitszeit}}}\,}
Aus der Perspektive der Arbeitgeber ist vorrangig ein Maß für den erkrankungsbedingten Ausfall von Arbeitszeit relevant. Insofern werden Krankenstände in Unternehmen intern meist als Verhältnis der erkrankungsbedingten Fehlzeiten zur Soll-Arbeitszeit ermittelt. Erkrankungszeiten außerhalb der Arbeitszeit, zum Beispiel an arbeitsfreien Wochenenden, bleiben hierbei unberücksichtigt. Dies gilt jedoch nicht für Erkrankungen während des Erholungsurlaubs, da der Arbeitnehmer bei ordnungsgemäßer Krankmeldung Anspruch darauf hat, die wegen der Erkrankung ausgefallenen Urlaubstage seinem Urlaubskonto wieder gutschreiben zu lassen und später in Anspruch zu nehmen. Statistiken zu Krankenständen in einzelnen Unternehmen sind in der Regel nicht öffentlich zugänglich.

### Berechnung in Statistiken von Gesetzlichen Krankenkassen
{\displaystyle {\text{Krankenstand}}={\frac {\text{gemeldete Arbeitsunfähigkeitstage}}{\text{Versicherungstage}}}\,}
Gesetzliche Krankenkassen ermitteln im Rahmen ihrer Mitgliederstatistik die als arbeitsunfähig gemeldeten Pflichtmitglieder in % der gesamten Pflichtmitglieder (ohne Rentner, Studenten, Jugendliche und Behinderte usw.) als arithmetisches Mittel aus den monatlichen Statistiken einen Jahreskrankenstand. Quelle für die Erhebung ist die Arbeitsunfähigkeitsbescheinigung eines Arztes. In dieser Statistik sind mithin diejenigen Arbeitnehmer nicht erfasst, die bis zu 3 Arbeitstage fehlen dürfen, ohne ihrem Arbeitgeber eine Arbeitsunfähigkeitsbescheinigung vorlegen zu müssen. Ein kassenseitig angegebener Krankenstand entspricht also in der Regel dem Anteil der gemeldeten Arbeitsunfähigkeits-Tage an allen Versicherungstagen (inklusive Sonn- und Feiertage).
Aus der Angabe zum Krankenstand innerhalb eines Zeitraumes kann auch die Zahl der durchschnittlich gemeldeten AU-Tage im Zeitraum berechnet werden:
{\displaystyle {\mbox{Arbeitsunfähigkeitstage je Versicherungsjahr}}={{\mbox{Krankenstand}}\cdot {\mbox{365}}}}.
Diese Angabe entspricht dann der Zeit, die ein durchgängig Beschäftigter innerhalb eines Jahres durchschnittlich arbeitsunfähig gemeldet ist. Der Verband der Krankenkassen veröffentlicht regelmäßig umfangreiche Statistiken zur Arbeitsunfähigkeit mit Angaben zum Krankenstand.

### Statistiken des Bundesministeriums für Gesundheit (BMG)
Die Krankenstände von pflichtversicherten Arbeitnehmern werden von den Gesetzlichen Krankenkassen regelmäßig an das BMG gemeldet. Zeitnah weitergeleitet werden dabei allerdings nur Krankenstände am jeweils ersten eines Monats, also an 12 Stichtagen innerhalb eines Jahres. Ein vom BMG berechneter Jahresdurchschnittswert für den Krankenstand basiert auf dem arithmetischen Mittel aus den 12 Monatswerten eines Jahres:
{\displaystyle {\text{Krankenstand}}={\frac {\text{gemeldete Arbeitsunfähigkeitstage}}{\text{Versicherungstage am 1. eines Monats}}}\,}
Der wesentliche Vorteil bei diesem bereits lange praktizierten Vorgehen dürfte in der einfachen Festlegung und Handhabbarkeit liegen. Allerdings wird der Krankenstand eines gesamten Jahres damit nur ungenau wiedergegeben. So sind zwei Monatserste eines Jahres grundsätzlich Feiertage (Neujahr, 1. Mai), an denen typischerweise relativ wenig Arbeitnehmer krankgeschrieben sind. Die Zahl der Sonn- und Feiertage, die auf einen Monatsersten fallen, kann zudem von Jahr zu Jahr variieren. Der vom BMG veröffentlichte Krankenstand im Jahresmittel auf der Basis von Stichtagswerten unterschätzt somit in unterschiedlichem Ausmaß den Krankenstand innerhalb von Kalenderjahren, der sich bei vollständiger Verfügbarkeit der Daten von Krankenkassen errechnen lässt.

## Entwicklung des Krankenstands in Deutschland

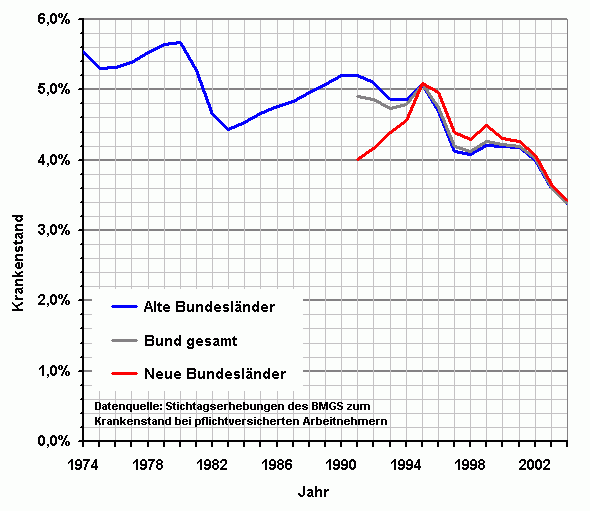
Krankenstand Deutschland 1974–2004

Als im Januar 1970 die Lohnfortzahlung eingeführt wurde, lag der Krankenstand branchenübergreifend noch bei 5,6 %, 1980 betrug er 5,67 %. Auf diesem Niveau verharrte er bis nach der Wende. Den höchsten Krankenstand in der gesetzlichen Krankenversicherung gab es 1995 mit 5,07 %, der niedrigste bestand 2007 (3,22 %), aktuell (2016) liegt er bei 4,28 %. In den einzelnen Wirtschaftszweigen fällt der Krankenstand unterschiedlich aus. Den niedrigsten Krankenstand weisen Banken & Versicherungen und Medien & Verlage auf (3,5 %), gefolgt von Land- und Forstwirtschaft (4,2 %), Erziehung und Unterricht (4,6 %), Baugewerbe (5,5 %), Transport & Verkehr (5,8 %), verarbeitendes Gewerbe (5,8 %), öffentliche Verwaltung & Sozialversicherung (5,9 %), den höchsten weisen Bergbau/Energie/Wasserentsorgung (6,3 %) auf. Nach Regionen gibt es den höchsten Krankenstand in den neuen Bundesländern (5 %), den niedrigsten in Rheinland-Pfalz (4,8 %). Männer sind geringfügig häufiger krank (4,82 %) als Frauen (4,7 %).
Ein Arbeitnehmer war im Jahre 1980 noch mehr als 7 Tage länger als 2004 arbeitsunfähig gemeldet, auch 1995 lagen die durchschnittlichen Fehlzeiten je Arbeitnehmer noch um etwa 6 Tage höher als 2004. Danach sank die Zahl der Krankheitstage dem Institut für Arbeitsmarkt- und Berufsforschung zufolge weiter auf 7,2 Tage (2005) und 6,8 Tage (2006). Seitdem hat der Krankenstand aber kontinuierlich wieder zugenommen. Die Techniker Krankenkasse berichtet von einem Anstieg unter ihren Versicherten von 11,6 Tagen je Arbeitnehmer (2006) auf 14,7 Tage im Jahr 2013 (ca. 25 %).

## Ursachen
Neben dem Gesundheitszustand und dem Lebenswandel der Beschäftigten haben auch andere Umstände maßgeblichen Einfluss auf den Krankenstand. 

### Volkswirtschaftliche Ursachen
Insgesamt „geht der Wandel zur Dienstleistungsgesellschaft - unabhängig von Verbesserungen der Arbeitsbedingungen auch im produzierenden Gewerbe - mit einem insgesamt sinkenden Krankenstand einher“. Waren 1970 von allen Erwerbstätigen noch 8 % in der Land- und Forstwirtschaft und Fischerei sowie 47 % im produzierenden Gewerbe tätig, lagen 2014 die Anteile nur noch bei 2 % bzw. bei 25 %. Spiegelbildlich ist der Anteil der Erwerbstätigen im Dienstleistungsbereich von 45 % (1970) auf 74 % (2014) angestiegen. Durch das Wachstum des Dienstleistungssektors – vor allem der wissensbasierten Dienstleistungen – und den Rückgang des produzierenden Gewerbes sowie des Baugewerbes haben körperlich belastende Tätigkeiten für viele Beschäftigte an Bedeutung verloren. Daher geht der Wandel zur Dienstleistungsgesellschaft mit einem insgesamt sinkenden Krankenstand einher. 
Ferner besteht ein Zusammenhang zur jeweiligen Arbeitsmarktlage: Während nämlich bei hoher Arbeitslosigkeit Krankschreibungen weniger häufig vorkommen, steigt die Fehlzeitenquote bei verbesserter Arbeitsmarktlage tendenziell an. Je sicherer mithin ein Arbeitsplatz ist, umso eher kommt es zu Fehlzeiten. Das scheint auch der traditionell im öffentlichen Dienst überproportional hohe Krankenstand zu beweisen.
Gleichzeitig ist wegen der gestiegenen Arbeitssicherheit seit 1970 die Zahl der Arbeitsunfälle je 1.000 Vollzeitbeschäftigte sehr deutlich von knapp 103 (1970) auf 23,2 (2014) zurückgegangen. Hier wirken sich die Arbeitssicherheit und der betriebliche Gesundheitsschutz auf den Gesundheitszustand der Beschäftigten aus. 

### Betriebliche Ursachen
Wesentliche betriebliche Ursachen des Krankenstandes können von Arbeitsinhalt, Arbeitssystem, Arbeitsgestaltung, Arbeitsmotivation, Betriebsklima oder Ergonomie ausgehen. Nach der Zwei-Faktoren-Theorie von Frederick Herzberg beeinflussen Motivatoren die Arbeitsmotivation und damit die Arbeitsleistung. Neben Anerkennung, Erfolgserlebnis, Aufstiegsperspektive, Entwicklungschancen und Verantwortung ist Herzberg zufolge der Arbeitsinhalt ein wichtiger Motivator. Für die Mitarbeiter ergibt sich beim One-Piece-Flow durch die größeren, vielleicht vollständigen Arbeitsinhalte eine erhöhte Arbeitsmotivation (siehe Arbeitsstrukturierung). Ob eine Arbeit monoton oder abwechslungsreich ist, zielt auf den Arbeitsinhalt ab, der eine Bedingung von Zufriedenheit oder Unzufriedenheit darstellt. Monotone Arbeitsinhalte, die insbesondere durch Spezialisierung entstanden sind, führen zu Unzufriedenheit. Sie sind durch eine inhaltlich gleichförmige Arbeitsaufgabe gekennzeichnet, die nur geringe Anforderungen stellt, und dennoch anhaltende Konzentration verlangen kann. Jobenrichment als vertikale Umstrukturierung der Arbeitsinhalte soll der Monotonie mittels Erweiterung des Arbeitsinhalts durch zusätzliche Planungs- oder Kontrollfunktionen entgegenwirken, Jobenlargement durch horizontale Erweiterung des Inhalts in Form von zusätzlichen Aufgaben von Nachbargebieten. Gesundheitsgefährdende Arbeiten besitzen das höchste Gesundheitsrisiko (etwa im Bergbau, chemische Industrie). Monotonie, Routinen, Großraumbüros, innere Kündigung oder Mobbing können ebenfalls zum Absentismus beitragen. 

### Persönliche Ursachen
Krankheitsursachen können auch aus der persönlichen Sphäre der Arbeitnehmer stammen. Hauptfaktor ist die Arbeitskraft, die sich aus körperlicher und mentaler Leistungsfähigkeit zusammensetzt. Werden diese dem Anforderungsprofil einer Aufgabe gegenübergestellt, kann dies zu Überforderung oder Unterforderung führen und sich als betriebliche Schwachstelle erweisen. Weitere persönliche Ursachen kommen aus der Lebensführung oder der intrinsischen Arbeitsmotivation, wenn die Arbeit selbst keine Freude macht (keine Aufgabenvielfalt, uninteressante Aufgaben).

## Folgen
Die Entgeltfortzahlung im Krankheitsfall, bei Mutterschaft und während der Heilverfahren ist die teuerste, ausschließlich von Arbeitgebern erbrachte Sozialleistung. Hinzu kommen Produktionsausfallkosten durch Überstunden vorhandener Mitarbeiter oder für Ersatzpersonal. Bei gleichem Umsatz steigen krankheitsbedingt die Kosten, sodass sich die Wirtschaftlichkeit und die Produktivität durch höheren Krankenstand verschlechtern. Im worst case kann es sogar auch zu Umsatzeinbußen kommen, wenn der krankheitsbedingte Produktionsausfall nicht verhindert werden kann. Die Entgeltfortzahlung stellt zwar für sich genommen keine Kostenerhöhung dar, weil die Personalkosten bei Krankheit gleich bleiben; doch steht ihnen keine Arbeitsleistung mehr gegenüber, so dass es sich um eine betriebliche Transferleistung ohne Gegenleistung des Arbeitnehmers handelt.

## Kündigung wegen Krankheit?
Weitverbreitet ist die Auffassung, dass Krankheit kein Kündigungsgrund sei. Dies trifft jedoch arbeitsrechtlich nicht zu. Die Krankheit eines Arbeitnehmers muss in diesem Falle so schwerwiegend sein, dass seine Fehlzeiten zu einer betrieblichen Beeinträchtigung führen. Eine krankheitsbedingte Kündigung ist eine Kündigung, die der Arbeitgeber wegen erheblicher krankheitsbedingter Vertragsstörungen ausspricht. Sie ist der wichtigste Unterfall einer ordentlichen Kündigung, wobei der Kündigungsgrund in der Person des Arbeitnehmers liegt. Nach der Rechtsprechung des Bundesarbeitsgerichts (BAG) müssen kumulativ drei Voraussetzungen für eine krankheitsbedingte Kündigung vorliegen:
- Negative Gesundheitsprognose: zum Zeitpunkt der Kündigung müssen objektive Tatsachen vorliegen, die die Besorgnis weiterer Erkrankungen im bisherigen Umfang befürchten lassen. Einer negativen Prognose steht nicht entgegen, dass die Arbeitsunfähigkeitszeiten auf unterschiedlichen Erkrankungen beruhen.
- Eine Beeinträchtigung der betrieblichen oder wirtschaftlichen Interessen des Arbeitgebers liegt vor, wenn es aufgrund der Fehlzeiten des Arbeitnehmers zu Störungen des Betriebsablaufs oder zu erheblichen Belastungen des Arbeitgebers mit Lohnfortzahlungskosten kommt, wenn diese Zahlungen einen Umfang von sechs Wochen übersteigen.
- Eine vorgenommene Interessenabwägung geht zu Gunsten des Arbeitgebers aus. Es handelt sich um eine Abwägung, die die Interessen des Arbeitgebers und Arbeitnehmers gegenüberstellt, wobei der Arbeitgeber seine Interessen für bedeutsamer hält.

## Verringerung des Krankenstands
Abgesehen von medizinischen Ursachen, denen durch betriebliche Gesundheitsförderung (etwa Betriebssport) und gesundem Lebenswandel der Arbeitnehmer begegnet werden kann, sind aus den wesentlichen Ursachen wie Arbeitsinhalt, Arbeitsmotivation, Arbeitssystem, Arbeitsgestaltung, Betriebsklima oder Ergonomie mögliche betriebliche Gegenmaßnahmen abzuleiten. Für ein hohes Ausmaß an motivationsbedingten Fehlzeiten sprechen auch die erheblichen, medizinisch nicht begründbaren regionalen Krankenstandsunterschiede, denn bei den Mitgliedern der Betriebskrankenkassen reichte die Spannbreite 2012 von 15 Arbeitsunfähigkeitstagen in Bayern bis zu 20,3 Arbeitsunfähigkeitstagen im Saarland. Unternehmen erkennen diesen Zusammenhang zunehmend und versuchen, den motivationsbedingten Krankenstand durch ein betriebliches Eingliederungsmanagement zu begrenzen. Bewährt haben sich insbesondere Krankenrückkehrgespräche, aber im Rahmen der Mitarbeiterzufriedenheit auch erweiterte Verantwortungs- und Aufgabenspielräume für die Mitarbeiter durch Jobenrichment oder Jobenlargement.

## International
Zugrunde gelegt werden dem internationalen Vergleich aus dem Jahre 2001 die durch Krankheit verlorenen Arbeitstage in % der jährlichen Arbeitstage. Den höchsten Krankenstand wies danach Frankreich auf (7,2 %), gefolgt von Polen (7,0 %), Norwegen (6,4 %), der Niederlande, Österreich und der Tschechischen Republik (je 5,8 %), Luxemburg (4,6 %), Ungarn (4,3 %) und Deutschland (4,2 %). Niedrigere Quoten als Deutschland wiesen das Vereinigte Königreich (3,7 %), Finnland (3,6 %), Belgien (3,3 %), die Schweiz (3,0 %), Kanada (2,8 %) und die USA (2,0 %) auf.

## Wortbedeutung in Österreich
In Österreich bedeutet 'im Krankenstand sein' auch im offizielleren Sprachgebrauch 'sich krankgemeldet haben'.